# FC Sioni Bolnisi
FC Sioni Bolnisi este un club de fotbal din Bolnisi, Georgia. Echipa susține meciurile de acasă pe Stadionul Tamaz Stephania cu o capacitate de 3.000 de locuri.